# Kamimuria exilis
Kamimuria exilis is een steenvlieg uit de familie borstelsteenvliegen (Perlidae). De wetenschappelijke naam van de soort is voor het eerst geldig gepubliceerd in 1872 door McLachlan.